# Campeche (stat)
Campeche este unul din cele 31 de state federale ale Mexicului.  Capitala statului este orașul San Francisco de Campeche.

## Municipalitități
Statul Campeche este împărțit în 11 subdiviziuni, numite municipalități  (municipios).  Vedeți articolul Municipalitățile din statul Campeche, Mexic.